# Anatolij Czubajs
Anatolij Borysowicz Czubajs, ros. Анатолий Борисович Чубайс (ur. 16 czerwca 1955 w Borysowie) – polityk i przedsiębiorca rosyjski, autor rosyjskiej prywatyzacji, uważany za jednego z oligarchów.

## Życiorys
W 1977 został absolwentem Leningradzkiego Instytutu Inżynieryjnego. W 1983 otrzymał stopień naukowy doktora, broniąc rozprawę pt. „Badania nad planowaniem, ulepszaniem i zarządzaniem specjalistycznych organizacji naukowo-badawczych i ich rozwój”. Był członkiem KPZR do początku lat 90. W latach 1991–1992 był doradcą mera Sankt Petersburga Anatolija Sobczaka.
W rządzie Jegora Gajdara był wicepremierem i ministrem finansów odpowiedzialnym za gospodarkę i przeprowadzenie kontrowersyjnej prywatyzacji. Od listopada 1994 do stycznia 1999 był wicepremierem i ministrem finansów w rządzie Wiktora Czernomyrdina. Był w gronie założycieli Sojuszu Sił Prawicowych, która to partia w latach 1999–2003 zajmowała 29 foteli w Dumie Federacji Rosyjskiej. W marcu 2005 przeżył próbę zamachu.

## Krytyka
Oskarżany jest o uzyskanie nielegalnych dochodów ze sprzedaży majątku narodowego. Do dzisiaj źródło jego bogactwa jest nieznane. W 1997 wziął 3 miliony dolarów nieoprocentowanej pożyczki od Aleksandra Smoleńskiego, który wygrał przetarg na kupno AgroPrombanku, drugiego pod względem wielkości banku Rosji. Był zamieszany także w wykonanie fałszywego korzystnego audytu Oneximbanku, na krótko przed tym, gdy bank ten wygrał przetarg na kupno Swiazinwestu.
Po skandalu tym został odwołany z rządu i od 30 kwietnia 1998 został prezesem zarządu RAO JES, rosyjskiego monopolisty na rynku energetycznym. Oskarżany jest o udział w defraudacji 40 milionów dolarów z Międzynarodowego Funduszu Walutowego, które to pieniądze przyczyniły się do powstania fortun wielu oligarchów z otoczenia Borysa Jelcyna.

## Odznaczenia
- Order „Za zasługi dla Ojczyzny” IV klasy[3]